# Sassocorvaro
Sassocorvaro é uma comuna italiana da região dos Marche, Província de Pesaro e Urbino, com cerca de 3.457 habitantes. Estende-se por uma área de 66 km², tendo uma densidade populacional de 52 hab/km². Faz fronteira com Auditore, Lunano, Macerata Feltria, Mercatino Conca, Monte Cerignone, Piandimeleto, Tavoleto, Urbino.